# Mariel Hemingway
Mariel Hemingway (Mill Valley, 22 de Novembro de 1961) é uma atriz norte-americana famosa pelos papéis de Lacy Warfield em Superman IV e Assassinato em Hollywood com Bruce Willis. Aos 18 anos de idade, recebeu uma nomeação ao Oscar de melhor atriz coadjuvante por sua atuação em Manhattan (1979), de Woody Allen.
É neta do escritor Ernest Hemingway e irmã da modelo e atriz Margaux Hemingway.

## Filmografia
- Lipstick (1976)
- Manhattan (1979) - Tracy
- As Parceiras (1982)
- Star 80 (1983)
- Temporada Sangrenta (1985)
- Criador (1985)
- Superman IV (1987)- Lacy Warfield
- Assassinato em Hollywood (1988) - Cheryl King
- Clube do Suicídio (1988)
- Delírios (1991)
- O Retorno (1992)
- O Resgate de Lauren Mahone (1993) - Cathy Mahone
- Killer Lady (1995)
- Deceptions II: Edge of Deception (1995)
- Bad Moon (1996)
- Desconstruindo Harry (1997)
- Road Ends (1997)
- Little Men (1998)
- The Sex Monster (1999)
- Kiss of a Stranger (1999)
- A Conspiração (2000)
- Perfume (2001)
- Londinium (2001)
- American Reel (2003)
- Time of Change (2005)
- Força Aérea 2 (2006)
- The Golden Boys (2008)
- My Suicide (2009)
- Ay Lav Yu (2010)
- Woody Allen: Um Documentário (2012) Participação
- A Brasileira (2013)
- Lap Dance (2014)